# 1492: Conquest of Paradise (colonna sonora)
1492: Conquest of Paradise è un album di Vangelis, colonna sonora dell'omonimo film del regista Ridley Scott (per il quale Vangelis aveva precedentemente prodotto la colonna sonora del film Blade Runner, pubblicata due anni più tardi come album) e pubblicato nel 1992 dalla Eastwest Records per il mercato europeo e dalla Atlantic Records per quello statunitense. Si tratta della ventottesima uscita discografica del musicista greco tra album, colonne sonore e compilations.

## Descrizione
In questa colonna sonora, Vangelis suona insieme a vari musicisti, tra cui due chitarristi di flamenco. Le parti corali sono eseguite, come in numerosi precedenti lavori del musicista greco, dall'English Chamber Choir, diretto da Guy Protheroe.
Vangelis suona tutti gli strumenti, utilizzando vari patch di strumenti a corda ed arpa assieme ad altri di strumenti etnici per riflettere il carattere del film. Per gli sprazzi di musica etnica, si avvalse della consulenza di Xavier Belanger, esperto del settore che aveva lavorato precedentemente con altri musicisti come Jean-Michel Jarre (nell'album Zoolook). Tre brani nell'album sono cantati con testi: si tratta di Monastery of La Rabda, Deliverance (il cui testo è composto da frasi in latino) e Conquest of Paradise, dove il coro canta in una lingua pseudo-latina inventata da Vangelis stesso.
Solo alcuni brani dell'album possono essere ritrovati nel film (viceversa, nel film si trovano partiture di musica non presenti nell'album), mentre altri sono stati esclusi da Ridley Scott. La volontà di quest'ultimo fu di utilizzare il brano Hispañola come tema principale del film, anziché il più epico Conquest of Paradise. Nonostante questo, il brano più noto a molti è quest'ultimo (il cui tema principale è una rielaborazione del celeberrimo tema de La follia di Spagna), che fu anche il fautore del successo commerciale che l'album ottenne tre anni dopo la sua pubblicazione.
Assieme all'album vennero pubblicati un EP omonimo (contenente due tracce presenti nella colonna sonora, più, due tracce non pubblicate nell'album; queste ultime due, non utilizzate nel film, così come non furono utilizzate per la pellicola diversi brani inseriti nella colonna sonora) e un videoclip promozionale (dove Vangelis eseguiva la title track in studio con il coro).

### Successo commerciale
Sia l'album che l'EP non ottennero un gran successo in seguito alla pubblicazione nel 1992, ma questo arrivò tre anni dopo, nel 1995, a causa del molteplice utilizzo della title-track in rappresentazione di vari eventi. In Germania, il pugile Henry Maske la scelse come musica d'introduzione sul ring: quando questi divenne campione nazionale, vennero eseguite varie cover del pezzo e questo uscì come singolo. In Portogallo, il Partito Socialista utilizzò il brano come inno della campagna elettorale per le elezioni generali (che poi vinse). Infine, in Nuova Zelanda, la squadra di rugby dei Crusaders utilizzò il brano come inno. Inoltre, il brano è utilizzato sin dal 2011 durante la Coppa del mondo di cricket come musica d'entrata dei giocatori prima degli inni nazionali.
L'album raggiunse la prima posizione delle classifiche di vendita di varie nazioni. Fu certificato con dischi d'oro e di platino in più di venti paesi, inclusi Belgio, Francia, Paesi Bassi, Italia, Portogallo, Spagna, Austria, Svizzera, Regno Unito e Canada. Divenne il disco più longevo nella storia delle classifiche tedesche, rimanendo in classifica per più di un anno; Vangelis vinse il premio Echo come Artista Internazionale dell'anno in Germania, e il Leone d'oro per la migliore colonna sonora del 1995. In Francia l'album fu certificato disco di platino nel 2001, dopo aver venduto più di 600 000 copie.
Il singolo omonimo raggiunse anch'esso la vetta delle classifiche di svariati paesi, tra i quali spicca la permanenza per 10 settimane al numero uno della classifica dei singoli di Paesi Bassi e Germania, dove vendette circa 1.6 milioni di copie e quella di 8 settimane nelle classifiche di Belgio e Svizzera. In tutto il mondo il singolo vendette più di 4 milioni di copie.

## Tracklist

### CD
1. Opening – 1:20
2. Conquest of Paradise – 4:47
3. Monastery of La Rabida – 3:37
4. City of Isabel – 2:16
5. Light and Shadow – 3:46
6. Deliverance – 3:28
7. West Across the Ocean Sea – 2:52
8. Eternity – 1:59
9. Hispañola – 4:56
10. Moxica and the Horse – 7:06
11. Twenty Eighth Parallel – 5:14
12. Pinta, Niña, Santa María (into Eternity) – 13:20

### EP
1. Conquest of Paradise
2. Moxica and The Horse
3. Line Open
4. Landscape

## Certificazioni
| Nazione     | Certificatore | Certificazione | Vendite |
| ----------- | ------------- | -------------- | ------- |
| Austria     | IFPI          | 2× Platino     | 40 000  |
| Argentina   | CAPIF         | Platino        | 40 000  |
| Belgio      | IFPI          | Oro            | 10 000  |
| Brasile     | IFPI          | Oro            | 50 000  |
| Francia     | SNEP          | 2x Platino     | 645 000 |
| Germania    | IFPI          | 4× Oro         | 500 000 |
| Paesi Bassi | NVPI          | 2x Platino     | 140 000 |
| Norvegia    | IFPI          | Platino        | 40 000  |
| Spagna      | PROMUSICAE    | 2× Platino     | 160 000 |
| Svizzera    | IFPI          | 2× Platino     | 60 000  |
| Regno Unito | BPI           | Oro            | 100 000 |

## Musicisti
- Vangelis - tutti gli strumenti
- Bruno Manjarres - voce e chitarra spagnola
- José Martínez González - voce e chitarra spagnola
- Francis Darizcuren - mandolino e violino
- Didier Malherbe - flauto
- Guy Protheroe - direttore coro
- English Camera Choir - voci corali